# Réseau Seine-Escaut
 (mars 2025).
Si vous disposez d'ouvrages ou d'articles de référence ou si vous connaissez des sites web de qualité traitant du thème abordé ici, merci de compléter l'article en donnant les références utiles à sa vérifiabilité et en les liant à la section « Notes et références ».
Le réseau Seine-Escaut est un projet de voies fluviales à grand gabarit. Il consiste en la régénération, l’agrandissement et la modernisation de plusieurs voies navigables existantes en France et en Belgique, ainsi que la construction du Canal Seine-Nord Europe, liaison manquante entre le bassin de la Seine et celui de l’Escaut. L’objectif de ce projet est de mettre en place une nouvelle offre de transport multimodale et plus écologique. Ce projet est mené par le Groupement Européen d’Intérêt Economique (GEIE) Seine-Escaut, qui réunit quatre acteurs de la voie d’eau en France et en Belgique : Voies navigables de France (VNF), De Vlaamse Waterweg (DVW), le Service public de Wallonie (SPW) ainsi que la Société du Canal Seine-Nord Europe (SCSNE).
D’ici fin 2030, 1 100 km de voies fluviales à grand gabarit seront mis en réseau, traversant six régions européennes et reliant 50 ports maritimes, 90 ports de plaisance, 60 ports intérieurs et 360 communes.  
La réalisation du réseau Seine-Escaut est encadrée par une Décision d’Exécution adoptée par la Commission européenne le 27 juin 2019 et révisée le 10 juillet 2024. Ce texte décrit les actions nécessaires et leur calendrier de réalisation.  

## Historique
Le réseau Seine-Escaut fait partie d’une volonté européenne plus large qui souhaite développer un réseau transeuropéen de transport. En avril 2004, 30 projets prioritaires avaient été retenus, dont Seine-Escaut, qui a bénéficié d’une première décision de financement dans le cadre du programme pluriannuel RTE-T 2007-2013. Etaient alors concernés des travaux préliminaires sur le Canal Seine-Nord Europe (CSNE), des études et travaux des projets localisés sur la Seine, l’Oise et l’Escaut (au nord et au sud du CSNE), des études et travaux des zones transfrontalières en Flandre, Wallonie et en France.
En 2013, la Déclaration de Tallinn a confirmé Seine-Escaut, comme projet prioritaire du corridor multimodal européen Mer du Nord-Méditerranée (NSMED), lequel constitue l’un des 9 corridors de transport identifiés par l’Union européenne.

## Parcours
Le réseau fluvial Seine-Escaut permettra d’interconnecter six grandes régions européennes : Flandre, Wallonie, Hauts-de-France, Ile-de-France, Normandie et Grand Est, sur un territoire d’environ 40 millions d’habitants.  
Le projet inclut, entre autres, la Seine, l’Oise, l’Escaut ainsi que la Lys sur la partie à grand gabarit mitoyenne avec la Belgique. Il reliera Le Havre à Nogent-sur-Seine en passant par Paris, puis rejoindra Douai en passant notamment par Compiègne. Il remontera jusqu’à Dunkerque, Lille et Valenciennes. En Belgique, le réseau Seine-Escaut reliera Tournai, Charleroi, Namur, Liège, Bruxelles, Gand et Zeebruges.
Proportionnellement, sur les 1 100 km de voies fluviales du projet, 76 % se situeront en France (dont presque la moitié dans les Hauts-de-France), 14 % en Flandre et 10 % en Wallonie.  
Le réseau comptera 108 écluses (dont 53 en France, 26 en Flandre et 29 en Wallonie), 512 ponts routiers (dont 244 en France, 204 en Flandre et 64 en Wallonie) et 91 ponts rails (dont 59 en France, 21 en Flandre et 11 en Wallonie).

## Objectifs
Les objectifs du déploiement de ce réseau sont d’accélérer le report modal vers la voie d’eau alors que l’impact des transports terrestres et aériens sur la planète est de plus en plus considéré. De plus, la hausse des échanges et trafics amplifie encore cette prise de conscience. Dans ce contexte, la zone du projet est le lieu privilégié des transports de marchandises mais aussi de personnes.
L’adoption de la Décision d’exécution, élaborée conjointement par les Etats membres et l’Union européenne puis présentée par le professeur Peter Balàzs en juillet 2019, a constitué une étape importante. Elle confirme le soutien de la Commission européenne dans le temps et renforce l’engagement de toutes les parties prenantes à mener à bien le projet. C’est un exemple de coopération entre les entités exécutantes et les services européens, qui va dans le sens d’une gouvernance partagée. Un travail sur mesure a été effectué sur chaque axe de la liaison pour préciser toutes les actions du projet et leur calendrier de réalisation. La Décision d’exécution donne ainsi aux opérateurs économiques des indicateurs précis sur les différentes sections des 1100 km du réseau Seine-Escaut, qui leur permettent de planifier leurs décisions et les mises en œuvre opérationnelles.

## Financement
Le réseau Seine-Escaut, qui représente un investissement de 10 milliards d’euros sur la période 2007-2030, est un projet prioritaire pour la politique des transports en Europe. Il a déjà fait l’objet de cinq conventions de financement de l’Union européenne depuis 2007 :
- la première subvention européenne, attribuée pour la période de dépenses allant de 2007 à 2014 (RTE-T)[8], s’élevait à 176 millions d’euros ;
- la 2ème subvention couvrait la période de 2014 à 2023 (MIE1)[9] et s’élevait à 539 millions d’euros ;
- la troisième, attribuée fin juin 2022 dans le cadre du MIE 2, atteint le montant de 276 millions d’euros au titre de la période 2021-2026[10] ;
- la 4ème subvention, votée en juin 2023 dans le cadre du MIE 2, s’élève à 506 millions d’euros et couvre la période 2023-2027[11].
- la 5ème subvention, votée en juillet 2024 dans le cadre du MIE 2, s’élève à 300 millions d’euros, et couvre la période 2024-2027[12].

Le financement du réseau Seine-Escaut est aussi national et local :
- en France, l’Etat, l’AFIT (Agence de financement des infrastructures de transport de France), les régions Hauts-de-France, Île-de-France, Grand-Est et Normandie, ainsi que les départements, les intercommunalités et les agences de l’eau, financent le réseau ;
- en Belgique, les financements émanent des régions de la Flandre et de la Wallonie.

## Acteurs
Le réseau Seine-Escaut est le fruit d’une coopération transfrontalière au sein du GEIE, instance partenariale créée le 26 mars 2010, et de la Commission Intergouvernementale (CIG) Seine-Escaut, regroupant la France, la Flandre et la Wallonie. La gérance du GEIE Seine-Escaut est assurée depuis l'origine par VNF. La CIG regroupe les délégations des Ministères des transports, des Ministères des affaires européennes, des ambassades, le MINEFI (ministère de l’Économie et des Finances français), ainsi que les directeurs généraux des membres du GEIE Seine-Escaut : Voies navigables de France (VNF), De Vlaamse Waterweg nv (DVW), le Service public de Wallonie Mobilité et Infrastructures (SPWMI) et la Société du Canal Seine-Nord Europe (SCSNE). La mission de cette CIG est de coordonner le financement et la réalisation du réseau.
Le réseau est construit avec des décideurs et financeurs en France (l’Etat, les Régions Hauts-de-France, Ile-de-France, Grand Est et Normandie), en Belgique et dans l’Union européenne ainsi que les élus, citoyens et acteurs associatifs des territoires, les gestionnaires d’infrastructures fluviales, ferroviaires et routières, les ports maritimes et intérieurs connectés au réseau, les acteurs du secteur des transports et de la logistique et les entreprises des filières économiques utilisatrices.

## Opérations
Le réseau Seine-Escaut est progressivement réalisé et se compose de plusieurs chantiers, notamment :

### En France

#### Le Canal Seine-Nord Europe
- Le réseau Seine-Escaut inclut la construction d’un nouveau canal à grand gabarit, le Canal Seine-Nord Europe, qui s’étendra sur 107 kilomètres de long entre Compiègne dans l’Oise et Aubencheul-au-Bac dans le Nord. Large de 54 mètres, il permettra d’accueillir des bateaux de gabarit Vb. La réalisation de cette nouvelle voie fluviale à grand gabarit représente un investissement de 5,1 milliards d’euros, financé par l’Union européenne (2,1 milliards d’euros), l’Etat français (1,097 milliard d’euros), les Régions Hauts-de-France, Ile-de-France et les Départements du Nord, de l’Oise, du Pas-de-Calais et de la Somme (1,1 milliard d’euros), ainsi qu’un emprunt de 800 millions d’euros auprès de la Banque européenne d’investissement (BEI). La convention de financement a été signée le 19 novembre 2019 à Nesle (Somme).
- Le Canal Seine-Nord Europe est le maillon manquant qui permettra de désenclaver le bassin de la Seine et de le relier au bassin de l’Escaut. Ce grand chantier, conduit par la Société du Canal Seine-Nord Europe (SCSNE), représente une part importante dans la mise en place de Seine-Escaut. Les premiers travaux d’aménagements environnementaux ont démarré en amont des premiers travaux, comme à Bienville (60), où environ 4 000 arbres ont été plantés sur 6 hectares pour créer un nouveau boisement alluvial à proximité du futur canal. Après une longue phase de conception initiée en 2004 avec les études d’avant-projet sommaire (APS), les travaux ont démarré en 2022 avec le rescindement de l’Oise à Montmacq (60), et la construction de 4 ponts dont le premier qui enjambera le futur Canal entre Cambronne-lès-Ribécourt et Montmacq. En 2024, le chantier de l’écluse de Montmacq-Cambronne-lès-Ribécourt sera lancé.
- A terme, le Canal Seine-Nord Europe sera équipé de 7 écluses dont une de jonction avec le Canal du Nord, 3 ponts-canaux (dont le Pont-Canal de la Somme, long de plus d’1,3 km) et 62 franchissements routiers et ferroviaires. Le Canal sera alimenté en temps normal par l’Oise, mais une réserve de 14 millions de mètres cubes sera construite à Allaines, dans la vallée de la Louette, pour subvenir aux besoins du Canal lorsque le niveau d’eau de l’Oise sera trop bas (périodes d’étiage).
- Les quatre ports intérieurs de Noyon, Nesle, Péronne et Marquion-Cambrai permettront de mettre en place des services portuaires pour les marchandises en vrac ou conteneurisés.
- Deux sites d’accueil des bateaux de plaisance seront aussi construits à Saint-Christ-Briost et Allaines (Somme) pour développer le tourisme fluvial local.

#### Dans le Bassin de la Seine
- Sur l’Oise, le projet de mise au gabarit européen de l’Oise (MAGEO) sur 42 km entre Compiègne et Creil, au débouché sud du Canal Seine-Nord Europe, consistera à approfondir le réseau existant sur cette portion en passant de 3 à 4 m de profondeur afin d’accueillir des bateaux au gabarit européen Vb pouvant transporter jusqu’à 4 400 tonnes de marchandises (y compris la création de 4 zones d’alternat pour assurer le passage à sens unique sur les 19,3 km de tracé où les rescindements ne sont pas réalisables). Ce projet, déclaré d’utilité publique en avril 2022, traverse 22 communes dans le département de l’Oise. Il constitue une étape clef pour assurer la continuité de navigation entre les bassins de la Seine et de l’Escaut. Les études ont été financées par l’Union européenne, l’Etat, l’AFIT, les Régions Hauts de France et Ile-de-France.
- Sur la Seine-amont, quatre écluses secondaires ont été rénovées entre 2019 et 2023 à Coudray-Montceaux (Essonne), Vives-Eaux, la Cave et Champagne-sur-Seine (Seine-et-Marne). Ces écluses secondaires permettent de limiter les temps d’attente et de réaliser des travaux et opérations de maintenance sans interrompre la navigation, notamment en cas de forte affluence. Elles permettent aussi d’économiser l’eau. Les barrages de Beaulieu et du Livon, dans l’Aube, seront aussi rénovés ou reconstruits, comme l’ont déjà été ceux de la Grande Bosse, de Vezoult et de Varennes-sur-Seine (Seine-et-Marne). Entre la Seine-et-Marne et l’Aube, le projet Bray-Nogent[14], déclaré d’utilité publique en juillet 2022, permettra d’augmenter le gabarit de navigation sur 28,5 km (15 communes traversées) afin d’assurer la continuité de la navigation pour les bateaux de 2 500 tonnes, depuis les ports du Havre et de Rouen jusqu’à Nogent-sur-Seine. Les études ont été financées par l’Union européenne, l’Etat, les Régions Ile-de-France et Grand-Est, les Départements de l’Aube et de Seine-et-Marne, la Chambre de commerce et d’industrie (CCI) de l’Aube et la commune de Nogent sur Seine.

- Sur la Seine aval, qui accueille un trafic fluvial important (30 % du trafic national), la réalisation de Seine-Escaut est assurée par la mise au gabarit, la rénovation ou la modernisation des infrastructures fluviales. Ainsi, la rénovation des écluses de Bougival (Yvelines) garantit le passage des bateaux entre les biefs de Bougival et d’Andrésy, à la confluence entre la Seine et l’Oise, future porte d’entrée du Canal Seine-Nord Europe. De même, à Méricourt (Yvelines), l’allongement du sas 1 permet au site, inauguré le 11 octobre 2024, de disposer de 2 écluses en capacité d’accueillir des bateaux de gabarit Vb (185m). La modernisation et la rénovation des barrages de Suresnes (Hauts-de-Seine), d’Andrésy (Yvelines), de Poses et de Port-Mort (Eure), permettront d’assurer la tenue de la ligne d’eau sur l’ensemble de l’itinéraire.

Des travaux de mise en place de la téléconduite des ouvrages sont aussi prévus sur les trois itinéraires du bassin de Seine, avec l’installation de postes de commande centralisée (PCC) à Compiègne, Notre-Dame de la Garenne, Conflans Sainte-Honorine et Vives-Eaux.

#### Sur le réseau fluvial des Hauts-de-France
- Plusieurs écluses (Grand Carré, Don et Denain) ont été restaurées, tandis que l’écluse de Quesnoy-sur-Deûle (située sur l’axe Deûle-Lys) fait l’objet, depuis 2023 et jusqu’en 2025, de travaux d’allongement (de 110 à 144 mètres) pour aligner sa capacité d’accueil sur les autres écluses du réseau régional. L’objectif est de supprimer un goulet d’étranglement sur la Deûle, voie la plus importante dans le trafic fluvial régional, et de permettre le passage des bateaux de gabarit Va+ (135 mètres).
- La mise en service probatoire, depuis le 29 juillet 2024, du Canal Condé-Pommeroeul à la suite des travaux réalisés par Voies navigables de France (VNF) et le Service public de Wallonie (SPW), devrait permettre de faire gagner une demi-journée à une journée de transport sur l’axe Escaut-Dorsale Wallonne.
- Les travaux de recalibrage de la Deûle, incluant des confortements de ponts (Abbaye, Dunkerque, Wambrechies) et plusieurs campagnes de dragages, s’achèvent fin 2024.
- Les travaux de recalibrage de la Lys mitoyenne, conduits conjointement par VNF, le SPW et De Vlaamse Waterweg nv, avancent progressivement. Ils comportent des aménagements de berges et paysagers, des mesures compensatoires, plusieurs campagnes de dragage ainsi que la création d’un site de transit des sédiments à Wambrechies, réalisé en 2022.
- La mise en place de la téléconduite des écluses du réseau nordiste est progressive jusqu’en 2025 : la fibre optique a été déployée en juillet 2023 pour relier chaque ouvrage aux deux centres de téléconduite de Waziers et Valenciennes, et les travaux de construction des deux centres sont en cours.
- La construction d’une seconde écluse sur le site de Fontinettes, qui compte la plus importante hauteur de chute (13.13 m) du réseau nordiste, est à l’étude depuis 2022, et soumise à la concertation du public du 14 octobre au 29 novembre 2024.  De même, des études sont menées depuis fin 2022  pour le recalibrage sur 14 kilomètres de la rivière Sensée (qui sera raccordée au Canal Seine-Nord Europe au niveau du bief de Pont-Malin-Goeulzin), afin d’assurer l’accessibilité à double sens des bateaux de gabarit Va ou Va+.

### En Flandre
- A Vive-Saint-Bavon (commune de Wielsbeke en Flandre), un nouveau complexe éclusier a été créé. Il permet le passage de bateaux transportant jusqu’à 4 500 tonnes sur trois couches de conteneurs. La nouvelle écluse dispose de portes intermédiaires qui divisent le sas en deux et permet de fonctionner sur des dimensions plus modestes faisant passer de plus petits bateaux et permettant un gain de temps et des économies d’eau. A la place de l’ancienne écluse devenue trop petite, de nouveaux murs de quais et un quai à mortaises ont été construits. La capacité de transbordement a ainsi été augmentée favorisant le report modal. Le barrage, obsolète, a aussi été rénové créant un ensemble esthétique et favorisant le contrôle de la ligne d’eau. Enfin, une passe à poissons a été créée aux abords du barrage pour favoriser la migration en toute sécurité des espèces aquatiques.
- Le Pont de Steenbrugge situé sur le canal Gand-Ostende en Flandre, sera rénové pour être remplacé par un nouveau pont plus adapté aux besoins de la navigation intérieure et du trafic routier. Le nouvel ouvrage permettra le passage des bateaux à trois couches de conteneurs. De plus, le coude du canal Gand-Ostende sera adouci pour que les bateaux n’aient plus à effectuer des manœuvres difficiles à basse vitesse.
- Des travaux seront réalisés sur la section Seneffe-Anvers et sur la Lys à Menin avec notamment la reconstruction du pont de Bospoort à Halle et l’aménagement des berges et de la rive gauche pour élargir le canal. Les méandres de la Lys seront aussi améliorés à Menin et le pont de la Rijselstraat réhaussé pour permettre le passage de bateaux à trois niveaux de conteneurs.

### En Wallonie
- La traversée de Tournai en Wallonie a été modernisée grâce à la réalisation d’aménagements sur l’ensemble de la traversée de la ville afin d’assurer la navigation sécurisée au gabarit CEMT Va. L’enjeu était d’améliorer la mobilité fluviale en supprimant deux goulets d’étranglement. On peut noter les opérations suivantes :
  - la démolition puis reconstruction du Pont-à-Ponts devenu un pont métallique (tout en conservant le style architectural d’origine) plus fin qui a permis d’élargir la voie navigable sous l’ouvrage et de permettre le passage de bateaux de 2000 tonnes ;
  - le Pont des Trous et ses abords ont également été adaptés dans la même logique, en respectant le style de cet ouvrage classé et en améliorant l’ensemble architectural et urbanistique ;
  - la rénovation d’une partie de quais sur les rives de l’Escaut tout en veillant à l’intégration urbaine et favorisant les déplacements doux.

- Aménagement de la Lys mitoyenne, notamment la traversée de Comines : la rehausse du pont de Comines ; le redressement des courbes et l’aménagement des abords et cheminements le long du nouveau tracé.
- Aménagement du Haut-Escaut : sites des barrages-éclusiers de Kain et d’Hérinnes, sécurisés et équipés à la fois de passes à poissons et de centrales hydroélectriques tout en améliorant la navigabilité des écluses par l’abaissement du seuil et la modernisation des équipements. Murs de quais créés ou modernisés à Vaulx et Pecq.
- Remise en état du canal Pommeroeul-Condé : travaux à Hensies et Pommeroeul. C’est le versant wallon du projet transfrontalier Pommeroeul-Condé, réalisé en collaboration avec la France et encadré par une convention conclue le 19 juillet 2007 entre le gouvernement de la République Française et la Région Wallonne de Belgique. Un avenant à cette convention a été signé le 2 mai 2017, portant notamment sur l’accord financier entre VNF et la Région Wallonne, l’entretien du canal et les modalités de suivi par la commission intergouvernementale Seine-Escaut.
- Aménagement de la Dorsale wallonne de Pommeroeul à Seneffe : mise au gabarit Va, avec l’adaptation du canal Nimy-Blaton-Péronnes, la construction d’une seconde écluse sur le site  d’Obourg (avec bassin de virement), la modification de courbes et la réalisation d’un nouveau quai à Manage.
- Aménagement de la Dorsale wallonne de Seneffe à Charleroi : mise au gabarit Va et la construction de nouvelles écluse sur les sites de Marchienne, Gosselies et Viesville, ainsi que modernisation des stations de pompage et des sites existants.
- Aménagement de la Dorsale Wallonne de Charleroi à Namur : adaptation de l’écluse d’Auvelais, télégestion des ouvrages et aménagements de la Basse Sambre, modification des courbes et aménagements pour sécuriser la navigation.
- Aménagement du canal Charleroi-Bruxelles de Seneffe à Lembecq : modernisation du Plan incliné de Ronquières et de l’écluse d’Ittre.